# Malukui szalangána
A malukui szalangána (Aerodramus infuscatus) a madarak (Aves) osztályának sarlósfecske-alakúak (Apodiformes) rendjébe, ezen belül a  sarlósfecskefélék (Apodidae) családjába tartozó faj.

## Rendszerezése
A fajt Tommaso Salvadori olasz ornitológus írta le 1880-ban, a Collocalia nembe Collocalia infuscata néven.

## Alfajai
- Aerodramus infuscatus ceramensis (Oort, 1911)
- Aerodramus infuscatus infuscatus (Salvadori, 1880)
- Aerodramus infuscatus sororum (Stresemann, 1931)[2]

## Előfordulása
Az Indonézia szigetvilágához tartozó Maluku-szigetek egyikén, a Halmahera szigetén honos. Természetes élőhelyei a szubtrópusi és trópusi síkvidéki és hegyi esőerdők, barlangok közelében. Állandó, nem vonuló faj.

## Megjelenése
Átlagos testhossza 10 centiméter.

## Természetvédelmi helyzete
Az elterjedési területe nagy, egyedszáma csökkenő, de még nem éri el a kritikus szintet. A Természetvédelmi Világszövetség Vörös listáján nem fenyegetett fajként szerepel.